# 浦和福音自由教会
浦和福音自由教会（うらわふくいんじゆうきょうかい）は、埼玉県さいたま市浦和区常盤10-7-13にある、日本福音自由教会協議会に属する教会。同協議会の最初の教会である。

## 沿革
- 1949年 - カルビン・ハンソン宣教師が来日して、東京都で語学研修をする。
- 1950年 - ハンソンが京都に転任する。
- 1952年 - 中山道の目抜通りに建物を購入する。改装して、名前を「福音館」と名づけた。
- 1953年3月 - 浜野徳蔵が、浦和と蕨教会の牧師として就任した。
- 1954年 - 浦和福音自由教会が正式に結成される。
- 1954年9月 - 古山洋右が第2代目牧師として就任する。
- 1962年 - 古山洋右が米国トリニティ神学校留学のため辞任する。尾城秀雄が第3代目牧師として就任する。
- 1969年 - 尾城秀雄を名古屋開拓のために、派遣する。安海靖郎が第4代目牧師として就任する。
- 1971年 - 安海靖郎がインドネシア宣教師になり、坂野慧吉が第5代目牧師に就任する。
- 1972年 - 安海靖郎をインドネシアに派遣する。
- 1973年 - 小川国光を宣教師としてインドネシアに派遣する。

## 出身者
- 小川国光
- 内田和彦
- 安海靖郎

## アクセス
東日本旅客鉄道（JR東日本）京浜東北線北浦和駅西口徒歩5分。

## 周辺の道路・施設
- 国道463号（埼大通り）
- 北浦和公園